# Durio
Durio L. è un genere di piante della famiglia Malvaceae.
Il frutto delle specie del genere Durio è noto con il nome di durian.

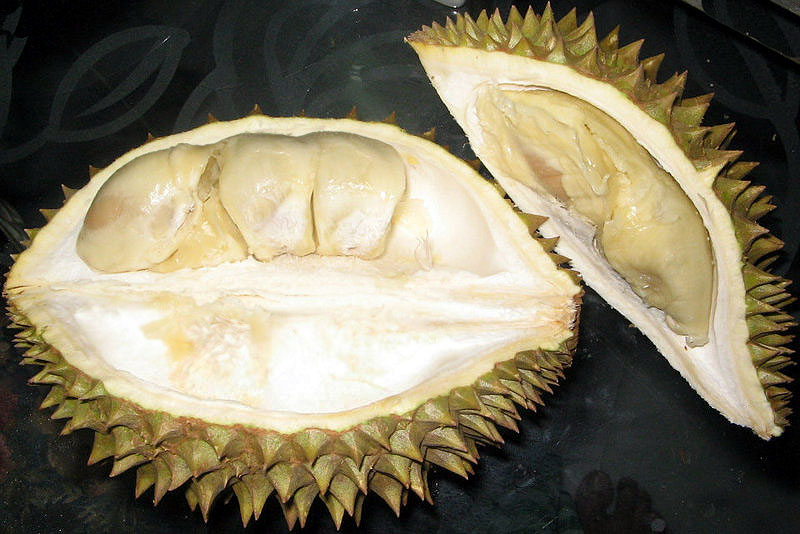
Una sezione del frutto del Durio. Si notano la buccia verde e spinosa, e la polpa gialla presente all'interno.

Durio sensu lato ha 30 specie riconosciute. Durio sensu stricto comprende 24 specie di questo tipo. 6 specie aggiuntive incluse in Durio s. l., ora considerate da alcuni come un genere a sé stante, Boschia. Durio s. s. e Boschia hanno caratteristiche vegetative indistinguibili e molte caratteristiche floreali comuni. La differenza fondamentale tra le due è che i loculi dell'antera si aprono con pori apicali in Boschia e fenditure longitudinali in Durio s. s. Questi due generi formano un clade che è gemello di un altro genere della tribù Durioneae, Cullenia. Questi tre generi insieme formano un clade caratterizzato da antere altamente modificate (mono e politecate, in opposizione alle bitecate).

## Descrizione
Esistono 30 specie riconosciute del genere Durio, ma solo nove producono frutti commestibili. Il Durian è l'unica specie disponibile sul mercato internazionale: le altre specie sono vendute solo nelle rispettive regioni. Il nome "durian" deriva dalla parola indo-malese "duri", che si riferisce alle numerose protuberanze del frutto. 
Spesso considerato il re dei frutti, il durian si distingue per le sue grandi dimensioni, l'odore suggestivo e l'intimidatoria buccia spinosa. Il frutto può raggiungere i 30 centimetri di lunghezza e i 15 di diametro e di solito pesa da uno a tre chili. La forma varia da oblunga a rotonda, il colore della buccia da verde a marrone e la polpa da giallo pallido a rosso, a seconda della specie. 
La polpa commestibile emette un caratteristico odore forte e penetrante, anche se la buccia è intatta. L'odore, a seconda delle persone, ricorda la cipolla in decomposizione, la trementina o addirittura la sporcizia, ma per altri l'odore è piacevole e appetitoso. La persistenza del suo odore ha portato al divieto di utilizzo in alcuni hotel e mezzi di trasporto pubblico nel Sud-Est asiatico. 
il 4 marzo 2023, un aereo in volo da Istanbul a Barcellona è stato costretto a tornare indietro a causa dell'odore nauseabondo della frutta tropicale trasportata nella stiva.

## Tassonomia
Il genere comprende le seguenti specie:
- Durio affinis Becc.
- Durio beccarianus Kosterm. & Soegeng.
- Durio bruneiensis Kosterm.
- Durio bukitrayaensis Kosterm.
- Durio burmanicus Soegeng.
- Durio carinatus Mast.
- Durio connatus Priyanti
- Durio crassipes Kosterm. & Soegeng
- Durio dulcis Becc.
- Durio graveolens Becc.
- Durio kinabaluensis Kosterm. & Soegeng
- Durio kutejensis (Hassk.) Becc.
- Durio lanceolatus Mast.
- Durio lissocarpus Mast.
- Durio lowianus Scort. ex King
- Durio macrantha Kosterm.
- Durio macrolepis Kosterm.
- Durio macrophyllus (King) Ridl.
- Durio malaccensis Planch. ex Mast.
- Durio oblongus Mast.
- Durio oxleyanus Griff.
- Durio pinangianus (Becc.) Ridl.
- Durio purpureus Kosterm. & Soegeng
- Durio singaporensis Ridl.
- Durio testudinarius Becc.
- Durio wyatt-smithii Kosterm.
- Durio zibethinus L.